# (21664) Konradzuse
(21664) Konradzuse (1999 RG1) – planetoida z pasa głównego asteroid okrążająca Słońce w ciągu 4,24 lat w średniej odległości 2,62 j.a. Odkryta 4 września 1999 roku.